# Elecciones parlamentarias de Marruecos de 1984
Las cuartas elecciones parlamentarias de Marruecos tuvieron lugar el 14 de septiembre de 1984. Estaban planeadas para el año anterior, pero debieron posponerse por la difícil situación del Sahara Occidental. El número de escaños elegidos de forma directa se aumentó a 199 más de la mitad del parlamento), y el número de indirectos de 88 a 102, generando 301 escaños. Los asientos elegidos de forma indirecta fueron elegidos el 2 de octubre. Doce partidos y 1.333 candidatos impugnaron la elección. El resultado fue una victoria para la Unión Constitucional, que ganó 82 de los 301 escaños. La participación electoral fue 67.4%, la más baja hasta entonces.

## Resultados
| Partido                                         | Elección directa | Elección directa | Elección directa | Elección indirecta | Elección indirecta | Elección indirecta | Total | +/-   |
| Partido                                         | Votos            | %                | Escaños          | Votos              | %                  | Escaños            | Total | +/-   |
| ----------------------------------------------- | ---------------- | ---------------- | ---------------- | ------------------ | ------------------ | ------------------ | ----- | ----- |
| Unión Constitucional                            | 1.101.502        | 24.79            | 55               |                    |                    | 27                 | 82    | Nuevo |
| Agrupación Nacional de los Independientes       | 763.395          | 17.18            | 38               |                    |                    | 22                 | 61    | Nuevo |
| Movimiento Popular                              | 695.020          | 15.54            | 31               |                    |                    | 16                 | 47    | +32   |
| Partido Istiqlal                                | 681.083          | 15.33            | 23               |                    |                    | 17                 | 40    | -11   |
| Unión Socialista de Fuerzas Populares           | 550.291          | 12.39            | 34               |                    |                    | 1                  | 35    | +34   |
| Partido Nacional Democrático                    | 396.370          | 8.92             | 15               |                    |                    | 9                  | 24    | Nuevo |
| Partido del Progreso y el Socialismo            | 102.314          | 2.8              | 2                |                    |                    | 0                  | 2     | 0     |
| Movimiento Popular Constitucional y Democrático | 69.862           | 1.6              | 0                |                    |                    | 0                  | 0     | -44   |
| Organización de Acción Popular y Democrática    | 32.766           | 0.7              | 1                |                    |                    | 0                  | 1     | Nuevo |
| Partido de Acción                               | 20.126           | 0.5              | 0                |                    |                    | 0                  | 0     | -3    |
| Partido Independiente Democrático               | 20.126           | 0.5              | 0                |                    |                    | 0                  | 0     | Nuevo |
| PNUS-PCS                                        | 9.810            | 0.2              | 0                |                    |                    | 0                  | 0     | Nuevo |
| Unión de Trabajadores Marroquíes                | -                | -                | -                |                    |                    | 5                  | 5     | -2    |
| Confederación Democrática del Trabajo           | -                | -                | -                |                    |                    | 3                  | 3     | Nuevo |
| Unión General de Trabajadores Marroquíes        | -                | -                | -                |                    |                    | 2                  | 2     | Nuevo |
| Votos en blanco/anulados                        | 556.642          | -                | -                | -                  | -                  | -                  | -     | -     |
| Total                                           | 4.999.646        | 100              | 199              |                    |                    | 102                | 301   | +37   |
| Fuente: IPU, Nohlen et al.                      |                  |                  |                  |                    |                    |                    |       |       |